# Friedrich August von Anhalt-Dessau

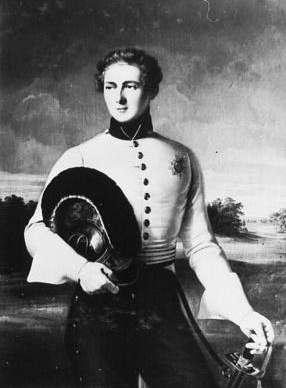
Prinz Friedrich August

Friedrich August von Anhalt-Dessau (* 23. September 1799 in Dessau; † 4. Dezember 1864 ebenda) aus dem Hause der Askanier war ein Prinz von Anhalt-Dessau. 

## Leben
Friedrich war ein Sohn des Erbprinzen Friedrich von Anhalt-Dessau (1769–1814) aus dessen Ehe mit Christiana Amalie (1774–1846), Tochter des Landgrafen Friedrich V. von Hessen-Homburg. 

## Ehe und Nachkommen
Friedrich heiratete am 11. September 1832 auf Schloss Rumpenheim Marie (1814–1895), Tochter des Landgrafen Wilhelm von Hessen-Kassel-Rumpenheim, mit der er folgende Kinder hatte:
- Adelheid (1833–1916)

⚭ 1851 Herzog Adolf von Nassau (1817–1905), späterer Großherzog von Luxemburg.
- Bathildis (1837–1902)

⚭ 1862 Prinz Wilhelm zu Schaumburg-Lippe (1834–1906)
- Hilda (1839–1926)